# Fadrique de Basilea

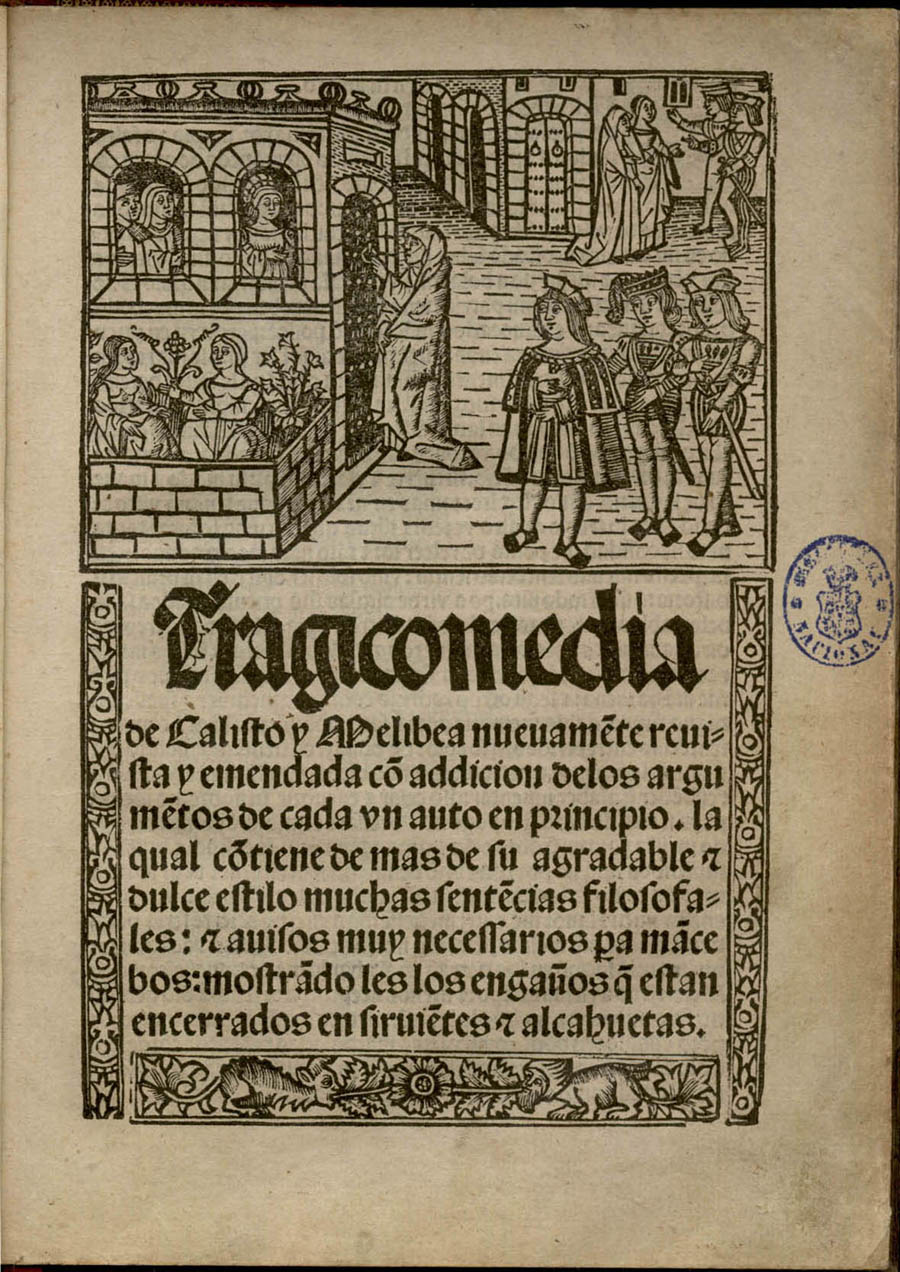
Tragicomedia de Calisto y Melibea (La Celestina). primera edición, Fadrique Alemán de Basilea, Burgos, 1499. Hispanic Society of America, 1909.

Fadrique de Basilea, también conocido como Fadrique Alemán, que originalmente se llamaba Friedrich Biel (Basilea, Suiza, fl. 1472-Burgos, 1517), fue el más renombrado impresor burgalés del siglo XV.

## Biografía
Ya en la década de 1470 ejercía el oficio en su ciudad natal, pero se fue a Burgos a ejercer el oficio, instalándose en un local en la subida del Azogue, muy cerca de la Iglesia de San Nicolás de Bari, donde hoy una placa recuerda la existencia de aquella imprenta. En aquellas casas, conocidas como «La emplenta», próximas a la catedral y propiedad del Cabildo, se asentaron los primeros impresores y libreros de Burgos. Un documento del archivo catedralicio de 1482 nos dice que el Cabildo «dio a escribir al maestro Fadrique vecino de dicha ciudad, dos mil papeles que le obiese de escribir en letra de molde».
De su etapa burgalesa, el primer libro impreso por Fadrique, del que se tiene constancia, es un Arte de Gramática de 1485, cuyo autor era el erudito abad de Oña, Andrés Gutiérrez de Cerezo. La descripción del libro la da fray Valentín de la Cruz (1988, 24):

Está impreso en cuarto (en hojas de tamaño de cuarta parte de folio), en tinta roja y negra, a una y a dos columnas, en tipos de letra gótica y romana y con el espacio de las letras capitales en blanco. Ocupa 106 hojas. Se conservan dos ejemplares, uno en Madrid (Biblioteca Nacional) y otro en Florencia.

Fadrique de Basilea ejerció como impresor en Burgos durante 30 años, siendo su época más fructífera entre 1485 y 1500, periodo en el que imprimió 75 libros. En total, este impresor editó en Burgos 91 libros. Trabajó hasta 1517 en Burgos. Tuvo una hija, Isabel de Basilea, que falleció en Salamanca en 1562, que se casó primero con uno de sus oficiales, Alonso de Melgar, continuando ambos la labor del padre, y posteriormente con Juan de Junta. Otro de sus discípulos fue Juan de Burgos.

## Estilo
El estilo de este impresor es inconfundible y destacable: utiliza distintos tipos: gótica, romana, redonda, y sus letras capitales y grabados son realmente sobresalientes. Como características originales cabe destacar la erre perruña (erre doble) y un calderón.

## Obra
Son también de interés el estudio de los colofones que aparecen en sus obras, ya que proporcionan valiosos datos sobre la vida del momento y muestran un destacado interés por destacar la importancia de su ciudad de residencia, Burgos, como Cabeza de Castilla. Como parte del colofón comenzó a utilizar un curioso grabado en el que en un rectángulo con marco floreado, y flanqueado por columnas que representan escenas de la vida de Jesucristo, se muestra un león empinado que sostiene bajo las patas derechas un escudo en el que se ve una cruz con las iniciales F y B. Esta marca, con algunas variantes, aparecerá en muchas de sus obras.
Entre las obras que salieron de la imprenta de Fadrique destacamos:Glosa a las Coplas de Mingo Revulgo de Fernando del Pulgar, De las alabanzas de España de Lucio Marineo, Muestra de las antigüedades de España y la Gramática en lengua castellana de Antonio de Nebrija, una edición de las Fábulas de Esopo y una edición de las Bucólicas de Virgilio, obras clásicas de gran importancia para la época renacentista que estaba ya en puertas. En 1515 publicó La traducción del Dante de lengua toscana en verso castellano de Pedro Fernández de Villegas (primera traducción al castellano del «Infierno» de la Divina Comedia).
Entre los libros curiosos destacaríamos: Leche de la fe en favor del Príncipe cristiano D. Luis Maluenda, que figura en el índice de libros prohibidos; Arte del Canto llano y Contrapunto y Canto de Órgano de Martínez de Bizcargy. 
Se le atribuye también la primera edición (1499) de La Celestina de Fernando de Rojas. De esta edición príncipe solo se conoce un ejemplar perteneciente a la Hispanic Society of America, siendo un regalo de J. Pierpont Morgan.